# Adisura leucanioides
Adisura leucanioides là một loài bướm đêm trong họ Noctuidae.